# فرهنگ چای چینی
فرهنگ چای چینی (انگلیسی: Chinese tea culture) به نحوه تهیه چای و همچنین مواردی که افراد چای را در چین مصرف می‌کنند اشاره دارد. فرهنگ چای در چین با کشورهای اروپایی مانند انگلیس و سایر کشورهای آسیایی مانند ژاپن ، کره ، ویتنام در تهیه ، طعم و مزه و زمان مصرف آن متفاوت است. چای هنوز هم به طور مرتب ، چه در موارد گاه به گاه و چه به صورت رسمی ، مصرف می‌شود. علاوه بر نوشیدنی محبوب ، از آن در طب سنتی چینی و همچنین در غذاهای چینی استفاده می‌شود.

## ریشه یابی
مفهوم فرهنگ چای به زبان چینی به عنوان chayi ("هنر نوشیدن چای") یا cha wenhua ("فرهنگ چای") گفته می‌شود. کلمه cha ( 茶 ) نشان دهنده نوشیدنی است که از کاملیا سیننسیس ، گیاه چای گرفته شده‌است. قبل از قرن هشتم قبل از میلاد، چای به طور جمعی با اصطلاح 荼 (pinyin: tú) به همراه تعداد زیادی از گیاهان تلخ دیگر شناخته می‌شد.لغت قدیمی تر چای به صورت 艸 (pinyin: cǎo) است که به شکل کاهش یافته 艹 و لغت 余 (pinyin: yú) ساخته شده‌است که نشانه آوایی آن را نشان می‌دهد.

## آداب و رسوم نوشیدن چای
چندین شرایط خاص وجود دارد که چای در فرهنگ چینی تهیه و مصرف می‌شود که مشابه آن در کشور تایوان نیز وجود دارد.

### احترام
طبق سنت چینی ، اعضای نسل جوان باید با آوردن یک فنجان چای احترام خود را نسبت به اعضای نسل قدیمی و بزرگترها نشان دهند. دعوت از بزرگانشان برای صرف چای در رستوران‌ها یک فعالیت سنتی در تعطیلات است. در گذشته ، افراد طبقه پایین جامعه، چای را برای طبقه بالای جامعه آماده می‌کردند. امروزه با آزادسازی روزافزون جامعه چین، این قانون و مفهوم کمرنگ شده‌است.

### عذرخواهی
در فرهنگ چینی ، چای ممکن است به عنوان بخشی از عذرخواهی رسمی عرضه شود. به عنوان مثال کودکانی که بدرفتاری کرده‌اند ممکن است برای نشانه پشیمانی و تسلیم شدن برای والدین خود چای فراهم کنند.

### تشکر در جشن عروسی
در مراسم ازدواج سنتی چینی‌ها، عروس و داماد در مقابل والدین خود زانو می‌زنند و به آنها چای می‌دهند و از آنها تشکر می‌کنند، که این بیانگر قدردانی و احترام به آنهاست. طبق رسم، عروس چای را به خدمت خانواده داماد می‌برد و داماد چای را خدمت خانواده عروس می‌برد. این روند نمادی از پیوستن دو خانواده است.

## طریقه دم کردن

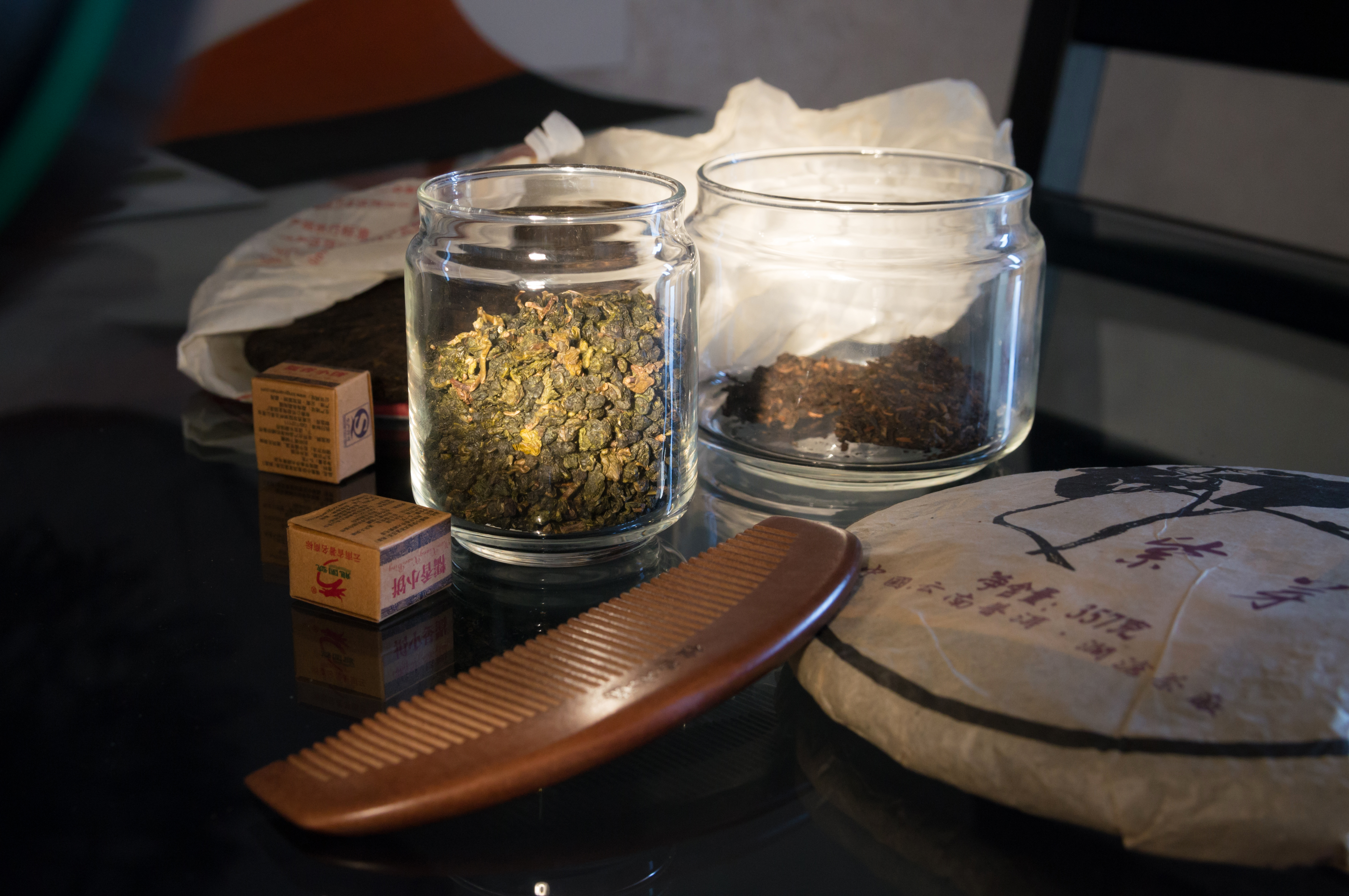
چای سبز چینی، عکس در منطقه روستوف در روسیه ثبت شده است. عکاس: Vyacheslav Argenbergتاریخ: ۲۰۲۴

روش‌های مختلفی از دم کردن چای چینی وجود دارد که برای موارد مختلف متغیر است به عنوان مثال ، چای‌های سبز ظریف تر از چای‌های سبوس دار یا چای‌های سیاه هستند بنابراین، چای سبز باید با آب خنک تهیه شود. غیررسمی‌ترین روش دم کردن چای، اضافه کردن برگ‌های چای به قوری حاوی آب گرم است. این روش معمولاً در خانه‌ها و رستوران ها انجام می‌شود. روش دیگر برای سرو چای استفاده از یک کاسه لیوانی کوچک به نام گایوان است . امپراتور هونگ‌وو از سلسله مینگ با ممنوعیت تولید چای فشرده، به تولید چربی شکر چای کمک کرد.

## تاثیر چای در فرهنگ چین
چای تأثیر عمده ای در توسعه فرهنگ چینی داشته‌است و فرهنگ سنتی چینی از نزدیک با چای چینی در ارتباط است. چای اغلب با ادبیات، هنر و فلسفه در ارتباط است و از نزدیک با تائوئیسم ، بودیسم و کنفوسیوسین پیوند دارد. تقریباً از زمان سلسله تنگ، نوشیدن چای بخشی اساسی از پرورش انسان‌ها بوده‌است. فلسفه چینی چان (شبیه به ژاپن ذن) نیز با نوشیدن چای در ارتباط است.

### آگاهی
به طور سنتی ، نوشیدن چای به عنوان فرهنگ جامعه شناخته می‌شد. عمل نوشیدن چای به عنوان عبارتی از اخلاق شخصی، آموزش، اصول اجتماعی و جایگاه در جامعه در نظر گرفته می‌شود. افزایش شور و شوق برای نوشیدن چای به تولید بیشتر منجر افزایش توجه به ظروف چینی شده‌است.

### چایخانه‌ها
دانشمندان چینی باستان از چایخانه به عنوان محلی برای به اشتراک گذاشتن ایده‌ها استفاده می‌کردند. چایخانه جایی بود که گفته می‌شد بیعت سیاسی و رتبه اجتماعی به نفع گفتمان صادقانه و منطقی به طور موقت متوقف شده‌است. مصرف اوقات فراغت چای باعث اعتقاد و تمدن در بین مردم چین شده‌است.

### فرهنگ مدرن
در چین مدرن ، تقریباً در هر خانه مسکونی، حتی به ساده‌ترین کلبه گل، مجموعه ای از لوازم چای برای تهیه یک فنجان چای داغ وجود دارد. چای به نوعی نماد استقبال از مهمانان یا همسایگان است. به طور سنتی، مهمانان از میزبان خود انتظار دارند که در کنار صحبت کردن در کنارشان چای نیز برایشان آورده شود. همچنین در چین اعتقاد دارند که نوشیدن چای آن‌ها را از انرژی بد دور می‌سازد.
چای یکی از هفت مورد نیاز روزانه کشور چین محسوب می‌شد موارد دیگر شامل هیزم، برنج، روغن، نمک، سس سویا و سرکه می‌شود. انواع مختلف چای شامل چای سبز ، چای اولونگ ، چای قرمز ، چای سیاه ، چای سفید ، چای زرد ، چای پوره و چای گل وجود دارند. به طور سنتی ، برگهای چای تازه به طور مرتب در یک کاسه عمیق چرخانده می‌شوند. این فرایند اجازه می‌دهد تا برگ‌ها به گونه ای خشک شوند که عطر و طعم کامل آنها را حفظ کرده و آماده استفاده باشد.